# Fjugesta
Fjugesta este un oraș în Suedia.

## Demografie
| \| Evoluția demografică a zonei urbane Fjugesta, 1970–2015 \| Evoluția demografică a zonei urbane Fjugesta, 1970–2015 \| Evoluția demografică a zonei urbane Fjugesta, 1970–2015 \| Evoluția demografică a zonei urbane Fjugesta, 1970–2015 \| Evoluția demografică a zonei urbane Fjugesta, 1970–2015 \| \| --------------------------------------------------------------------------------------- \| ------------------------------------------------------- \| ------------------------------------------------------- \| ------------------------------------------------------- \| ------------------------------------------------------- \| \| An \| \| \| Locuitori \| \| \| 1970 \| 1970 \| \| 1.708 \| 1.708 \| \| 1975 \| 1975 \| \| 1.916 \| 1.916 \| \| 1980 \| 1980 \| \| 1.933 \| 1.933 \| \| 1990 \| 1990 \| \| 2.014 \| 2.014 \| \| 1995 \| 1995 \| \| 2.038 \| 2.038 \| \| 2000 \| 2000 \| \| 1.992 \| 1.992 \| \| 2005 \| 2005 \| \| 2.063 \| 2.063 \| \| 2010 \| 2010 \| \| 2.033 \| 2.033 \| \| 2015 \| 2015 \| \| 2.160 \| 2.160 \| \| Sursa: SCB - Statistika Centralbyrån, Folkmängden per tätort. Vart femte år 1960 - 2016 \| \| \| \| \| |      |  |           |       |
| Evoluția demografică a zonei urbane Fjugesta, 1970–2015 |      |  |           |       |
| An |      |  | Locuitori |       |
| 1970 | 1970 |  | 1.708     | 1.708 |
| 1975 | 1975 |  | 1.916     | 1.916 |
| 1980 | 1980 |  | 1.933     | 1.933 |
| 1990 | 1990 |  | 2.014     | 2.014 |
| 1995 | 1995 |  | 2.038     | 2.038 |
| 2000 | 2000 |  | 1.992     | 1.992 |
| 2005 | 2005 |  | 2.063     | 2.063 |
| 2010 | 2010 |  | 2.033     | 2.033 |
| 2015 | 2015 |  | 2.160     | 2.160 |
| Sursa: SCB - Statistika Centralbyrån, Folkmängden per tätort. Vart femte år 1960 - 2016 |      |  |           |       |